# Page 3
Page 3, česky Stránka 3, byl fenomén britského bulvárního deníku The Sun, který na své třetí stránce vždy měl obrázek polonahé ženy. Poprvé se fotografie ženy tzv. nahoře bez objevila 17. listopadu 1970, na webu se poprvé ukázala v červnu 1999, kde ve formě glamour fotografií funguje dodnes, avšak polonahou ženu zde již nenajdete. Poslední tištěné číslo s polonahou ženou na třetí straně vyšlo 22. ledna 2015. Za ukončením Page 3 stála mimo jiné kampaň s názvem No More Page 3, která vznikla v roce 2012.

## Modelky z Page 3
Narozeny 1991 a dříve
- Lacey Banghard
- Danielle Sharp

Narozeny 1986–1990
- Sylvia Barrie
- Louise Cliffe
- Lucy Collett
- Cherry Dee
- Amy Diamond
- Helen Flanagan
- Katie Green
- Keeley Hazell
- Katia Ivanova
- Rosie Jones
- Holly Peers
- India Reynolds
- Peta Todd
- Madison Welch
- Chelsea White
- Iga Wyrwal

Narozeny 1981–1985
- Carla Brown
- Sam Cooke
- Hayley-Marie Coppin
- Natalie Denning
- Katie Downes
- Amii Grove
- Sophie Howard
- Michelle Marsh
- Nicola McLean
- Natasha Mealey
- Lucy Pinder
- Lauren Pope
- Katie Richmond
- Nicola Tappenden

Narozeny 1971–1980
- Jakki Degg
- Leilani Dowding
- Joanne Guest
- Geri Halliwell
- Ruth Higham
- Jordan
- Jodie Marsh
- Nell McAndrew
- Linsey Dawn McKenzie
- Melinda Messenger
- Jayne Middlemiss
- Charmaine Sinclair
- Rachel Ter Horst

Narozeny 1961–1970
- Melanie Appleby
- Debee Ashby
- Marina Baker
- Deborah Corrigan
- Donna Ewin
- Samantha Fox, nejfotografovanější žena osmdesátých let,[3]
- Kirsten Imrie
- Kathy Lloyd
- Gail McKenna
- Suzanne Mizzi
- Corinne Russell
- Gail Thackray
- Maria Whittaker

Narozeny 1951–1960
- Sian Adey-Jones
- Nina Carter
- Cherri Gilham
- Penny Irving
- Jilly Johnson
- Joanne Latham
- Linda Lusardi
- Carol Needham
- Tula

Narozeny 1941–1950
- Flanagan
- Vicki Hodge
- Stephanie Marrian